# 南大東村
南大東村（日语：／ Minamidaitō son */?）位於琉球列島大東群島的南大東島上，為日本沖繩縣轄下的行政區，位於沖繩島東方約340公里處。開村以來即以甘蔗為主要產業，近年來由於飛機航線的建立，使得觀光旅遊資源開始受到重視。

## 地理
氣候屬於亞熱帶海洋性氣候，為珊瑚礁隆後所形成的島嶼，四周多為懸崖峭壁，島中央為窪坑。面積為30.57平方公里，鄰近北大東島。

### 轄區
全村共分為以下6個字：
| - 池之澤 - 北 | - 舊東 - 在所 | - 新東 - 南 |

## 歷史
- 1543年：西班牙人發現大東群島。
- 1885年：被日本劃入領土。
- 1900年：來自八丈島以玉置半右衛門作為中心的開墾團來到大東群島，為大東群島初次進行開發。
- 1902年，建立了為甘蔗運輸的專用鐵路。
- 二次大戰前，南大東島的製糖業「大日本製糖」（曾經由玉置商會及東洋製糖經營），委託島上全體居民進行甘蔗種植，島上居民都是製糖公司的佃農，使得島上成為日本未實行地方自治的「社有島」，航運、商店、學校、郵局都是公司所有。島上居民被強迫密集勞動，而收穫都被製糖業者以低價收購，島民在嚴格監視下不得擅自離島。統治此島的大日本製糖在戰前還以「此等正式作為殖民地經營最貴重的參考資料」自豪。
- 1946年：琉球群島進入美國軍政時期，島民脫離製糖公司的支配，並正式建村，成為南大東村。
- 1950年：島上製糖設備轉移給大東糖業。
- 1964年：確認島上的耕地為島民所有，並非大日本製糖。
- 1972年：沖繩回歸，成為日本領土。
- 1983年：鐵路停止使用，改採用卡車採收甘蔗。
- 1984年：NHK衛星測試放送開始，島上開始可收看電視節目。
- 1997年：南大東機場遷移，使交通運輸得到改善，也方便觀光客前往。

## 交通

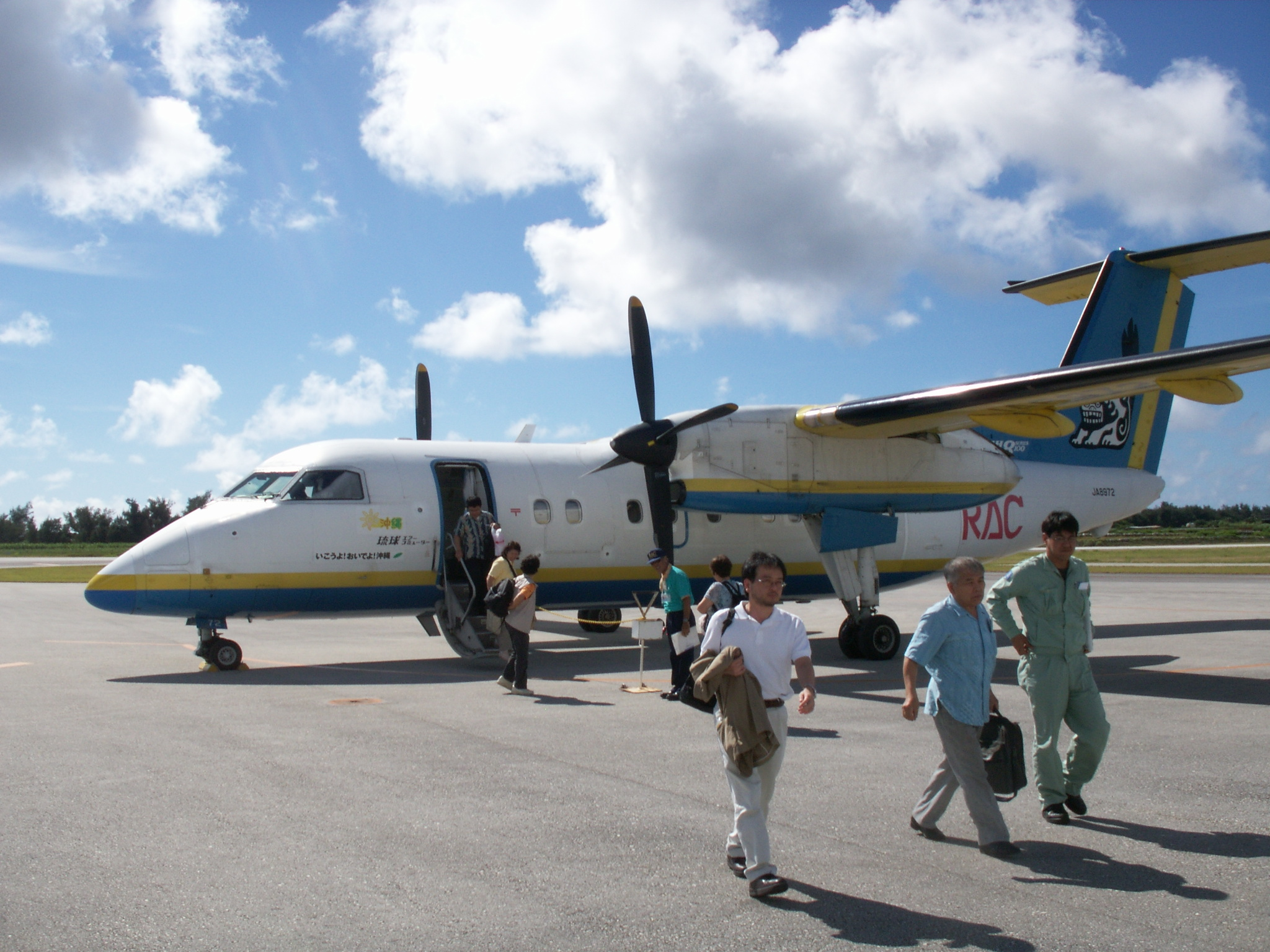
南大東島機場

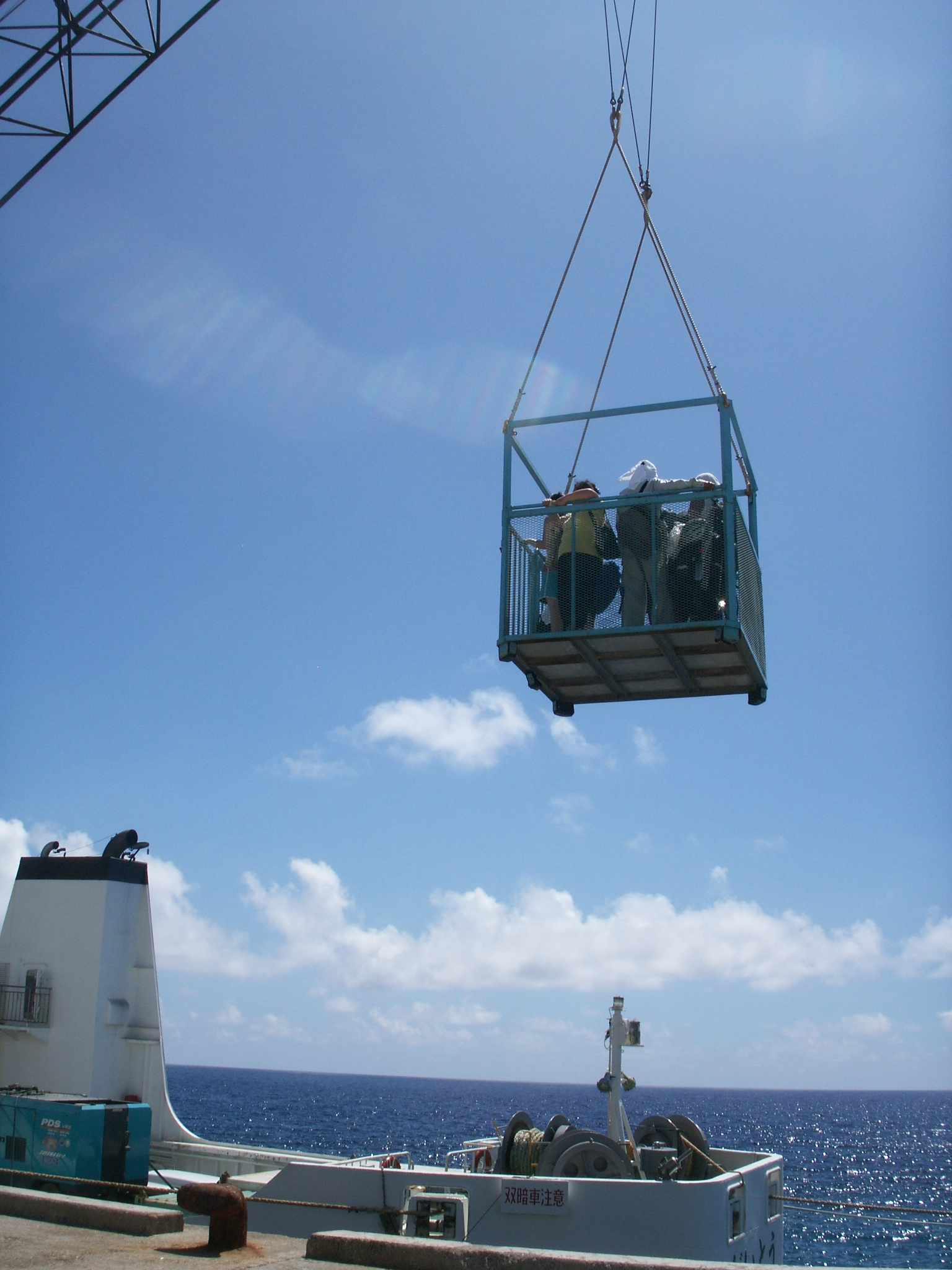
南大東島西港

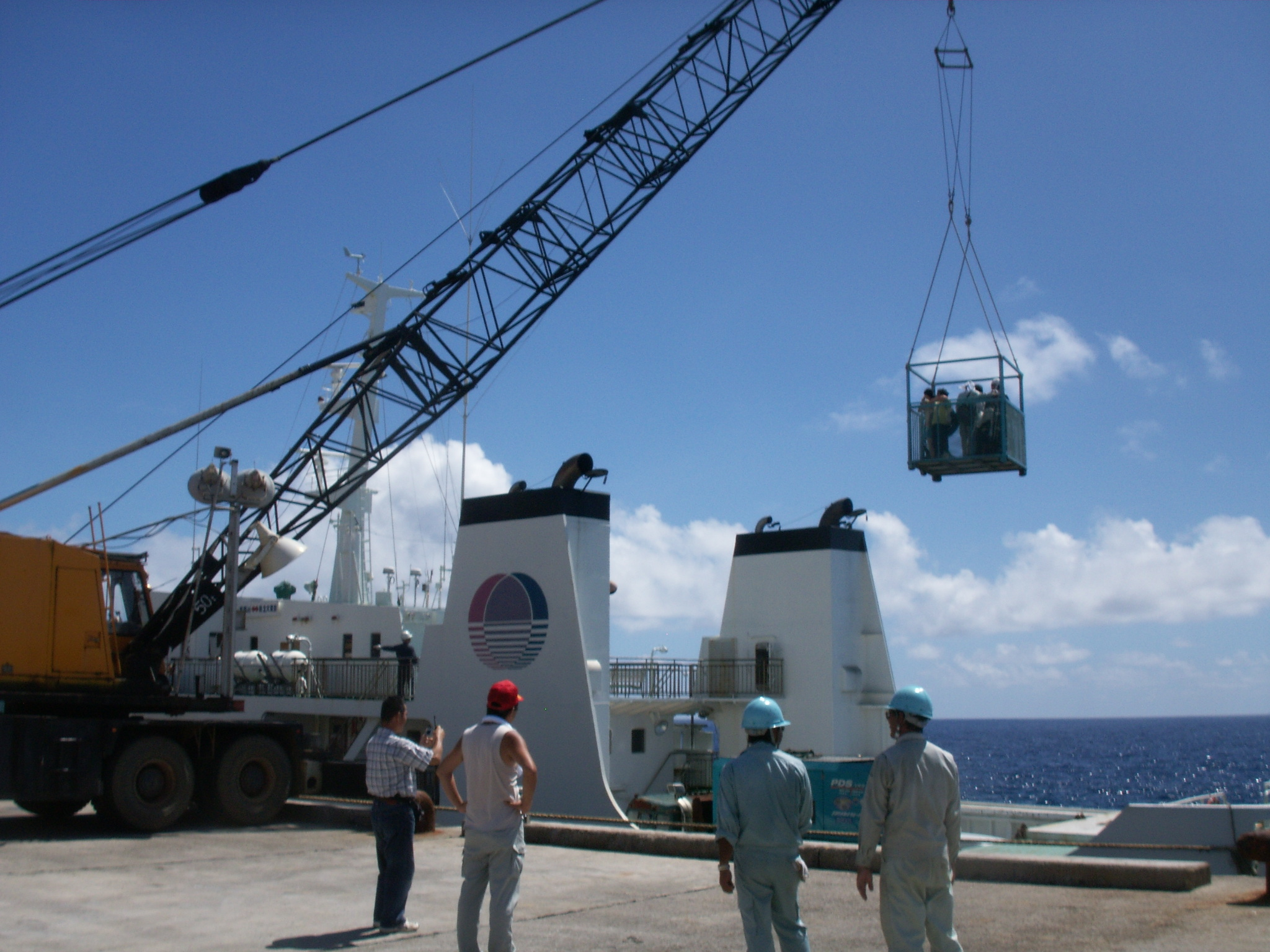
南大東島港口登島方式

### 航空
- 北大東機場⇔南大東機場⇔那霸機場

「琉球空中通勤」（Ryukyu Air Commuter Co.,Ltd）開設航班，一天兩班，航程約一小時。
舊南大東島機場已棄用，現時為甘蔗蒸餾酒酒廠。

### 船運
- 泊港南岸⇔南大東島

大東海運開設航班，大致每5天一班（每周1～2航班，每月5～6航班），航行經南大東島及北大東島，航程約15小時。因為島嶼四周海象不佳，船隻太靠近岸邊會有危險，因此停留在隔岸數公尺的地方，島上的人載使用起重機將人與行李吊到島上，或是吊回船上。

### 道路
- 沖繩縣道182號南北線。
- 沖繩縣道183號南大東機場線。

## 產業
以甘蔗產業為主，此外，也有生產作為特產的甘蔗蒸餾酒、大東麵條、大東壽司、大東羊羹等。

## 觀光景點
原本少有旅客，直到1997年機場擴建後才開始受到旅遊的重視。
- 星野洞（鐘乳石洞穴）
- 旅客中心

## 教育

### 小中學校
- 南大東村立南大東小中學校

## 關聯作品
- GO！純情水泳社！（作品中的「台東島」主要以南大東村為藍本，設定上多處和現實一樣）
- 旅者的島歌：十五歲之春（旅立ちの島唄～十五の春～）

## 照片集

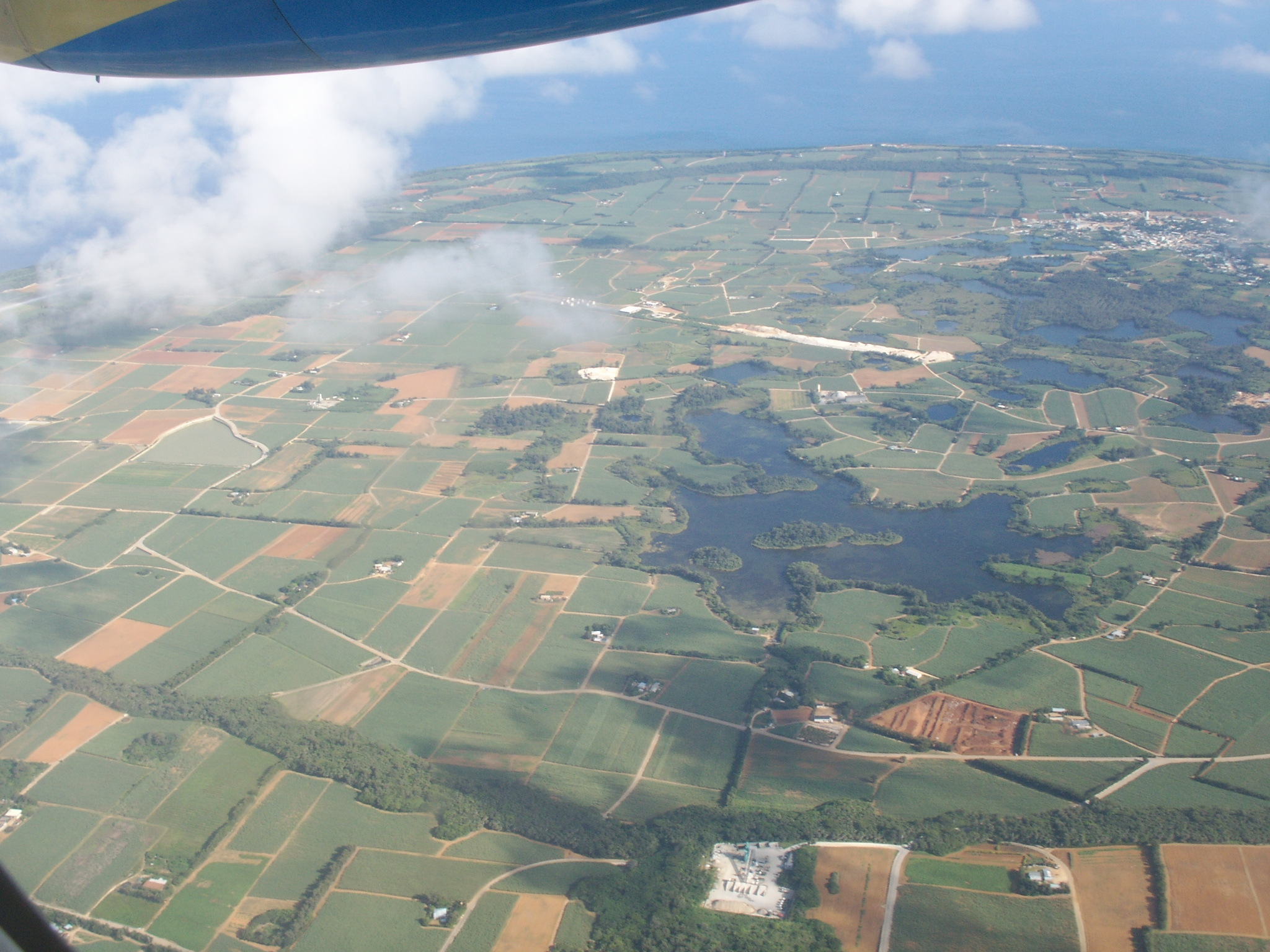
從飛機鳥瞰全島
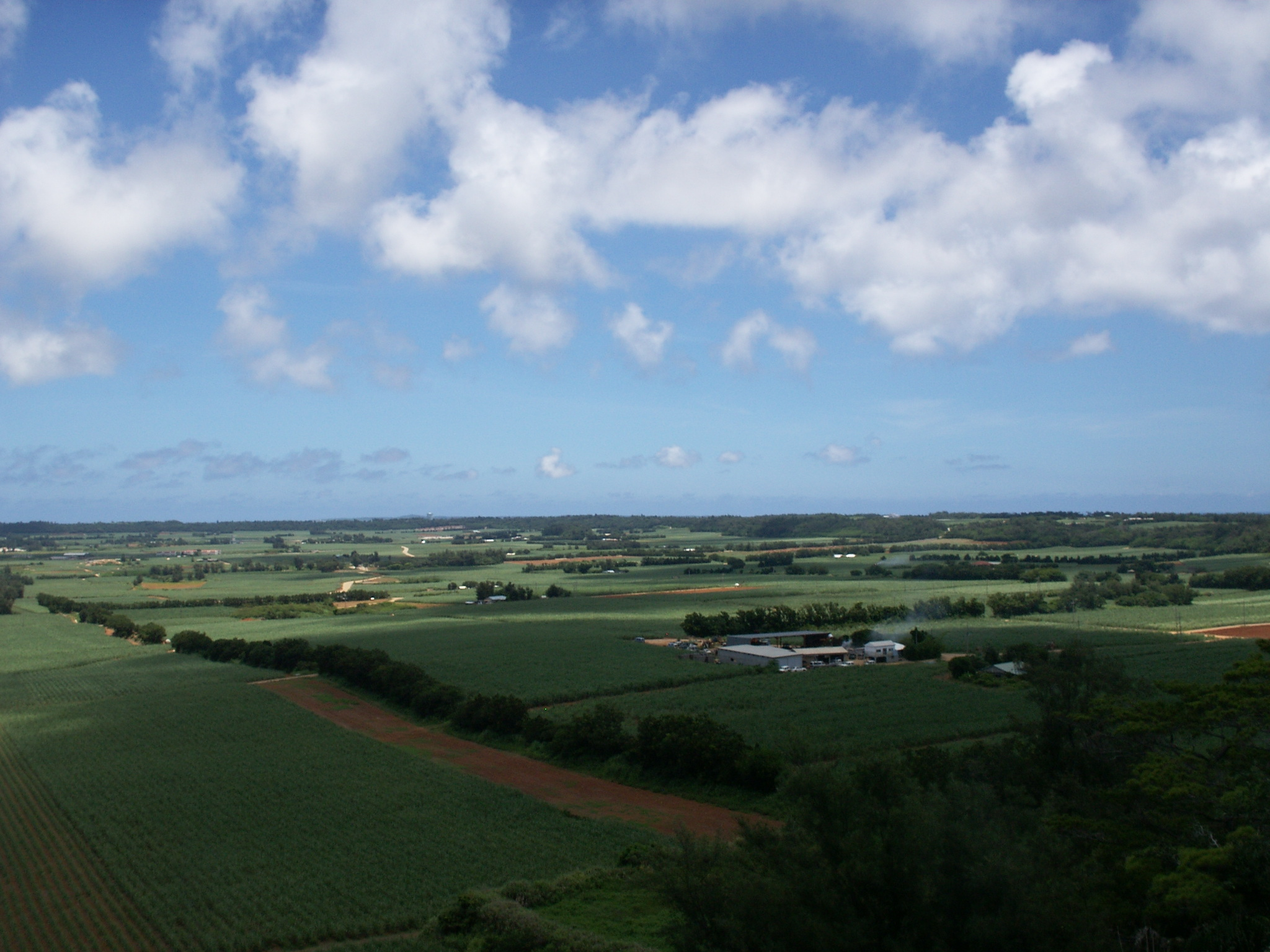
展望台的景觀
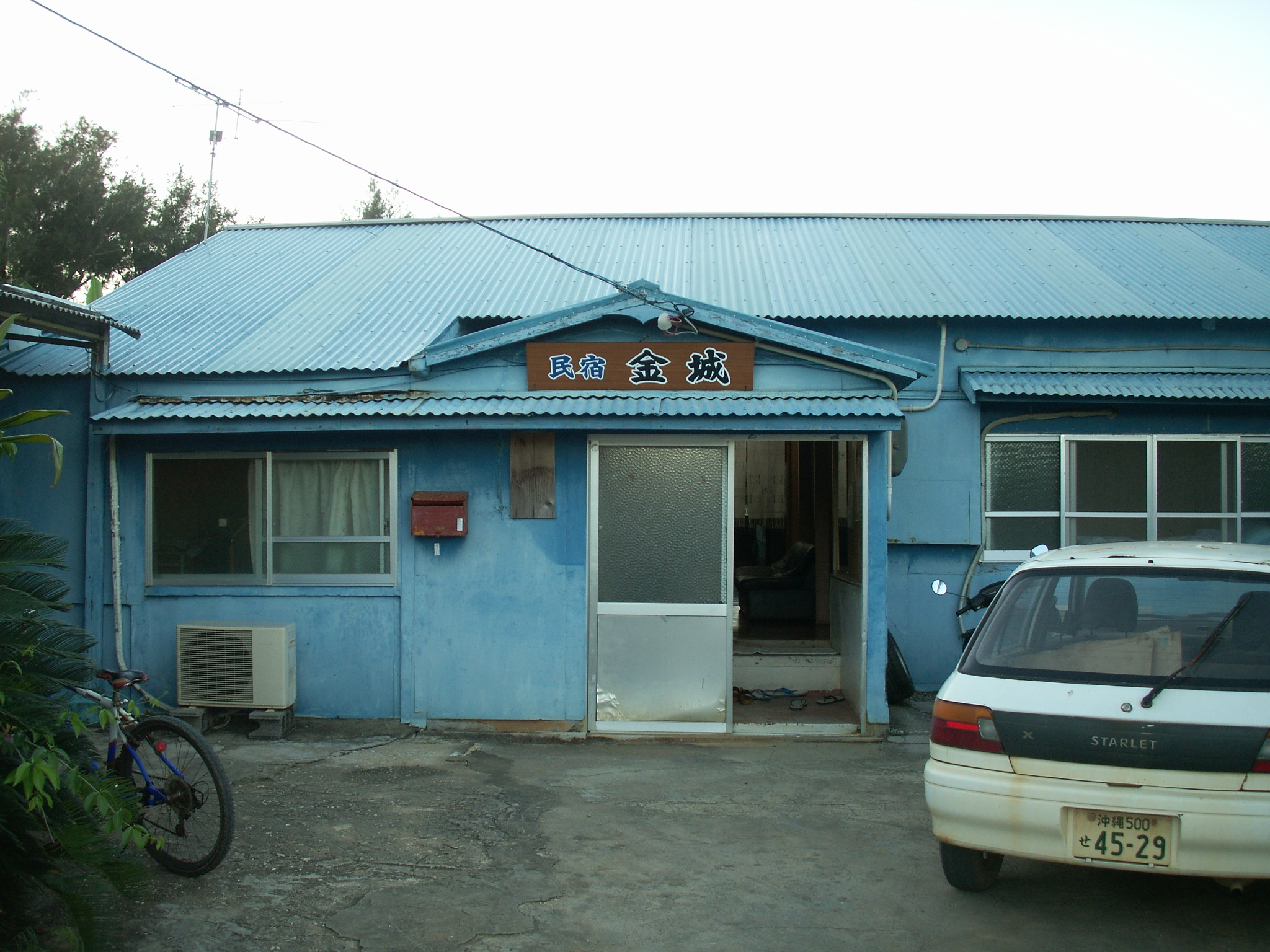
民宿
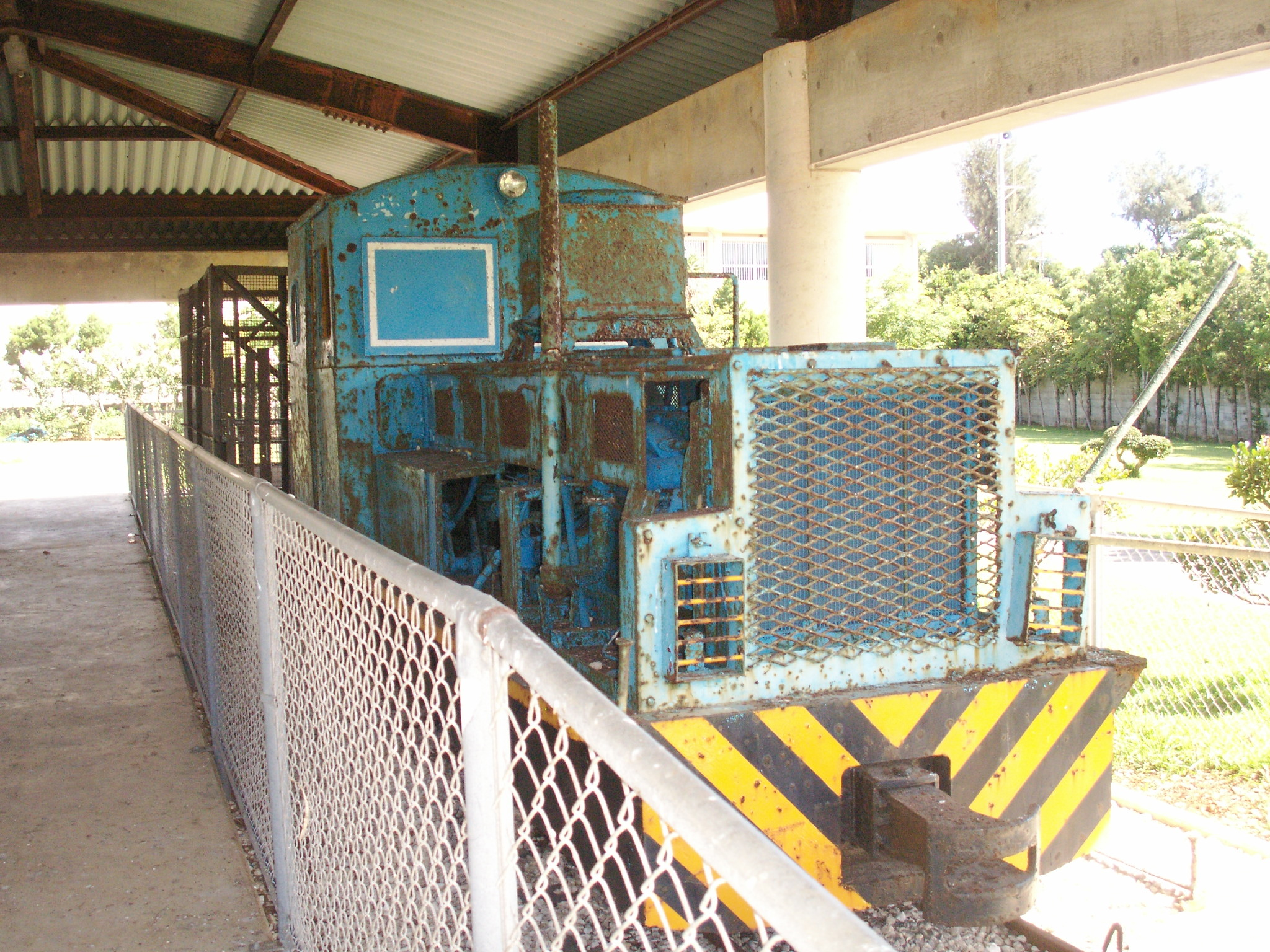
過去的糖業火車的火車頭
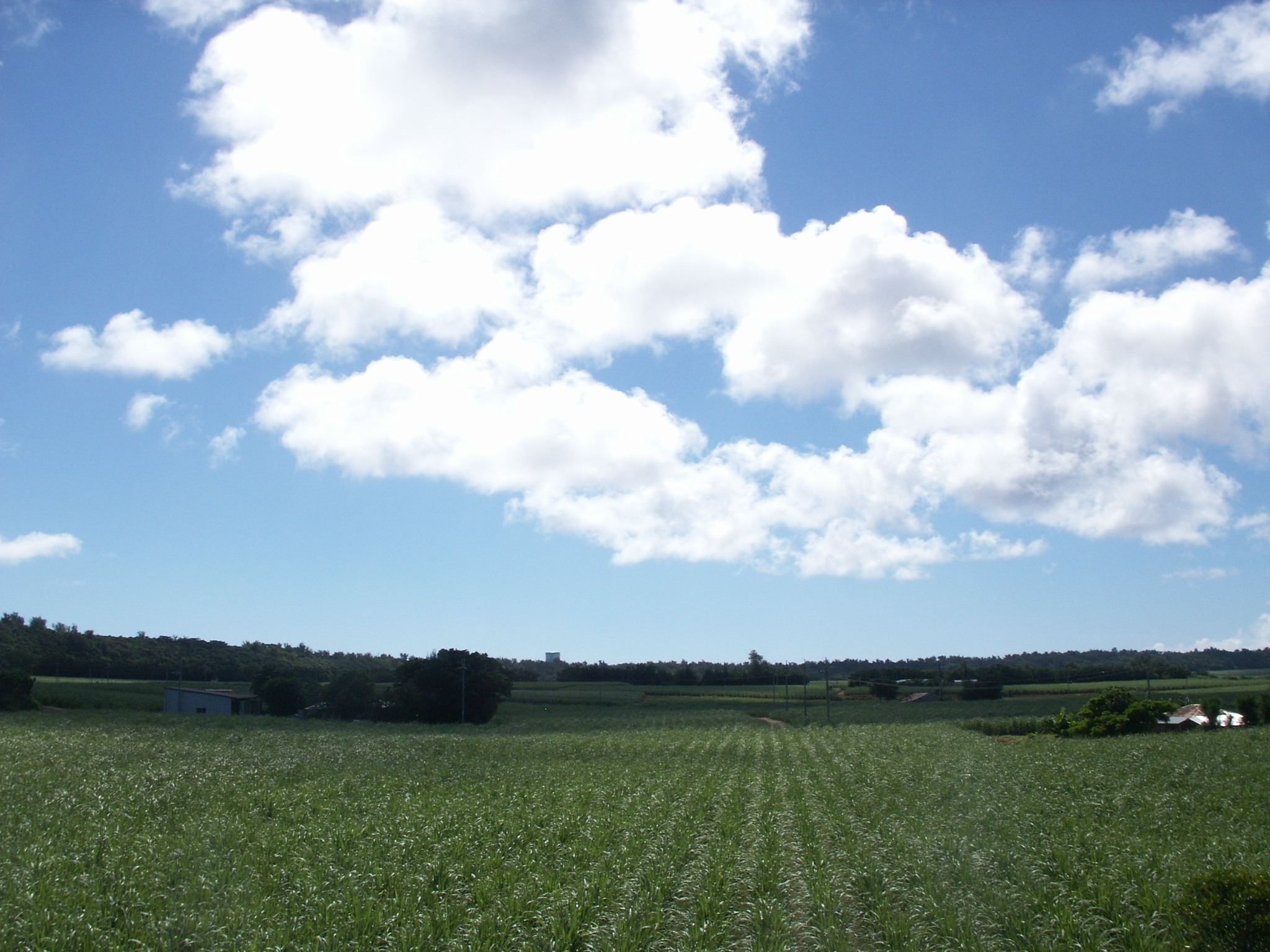
島上的甘蔗地
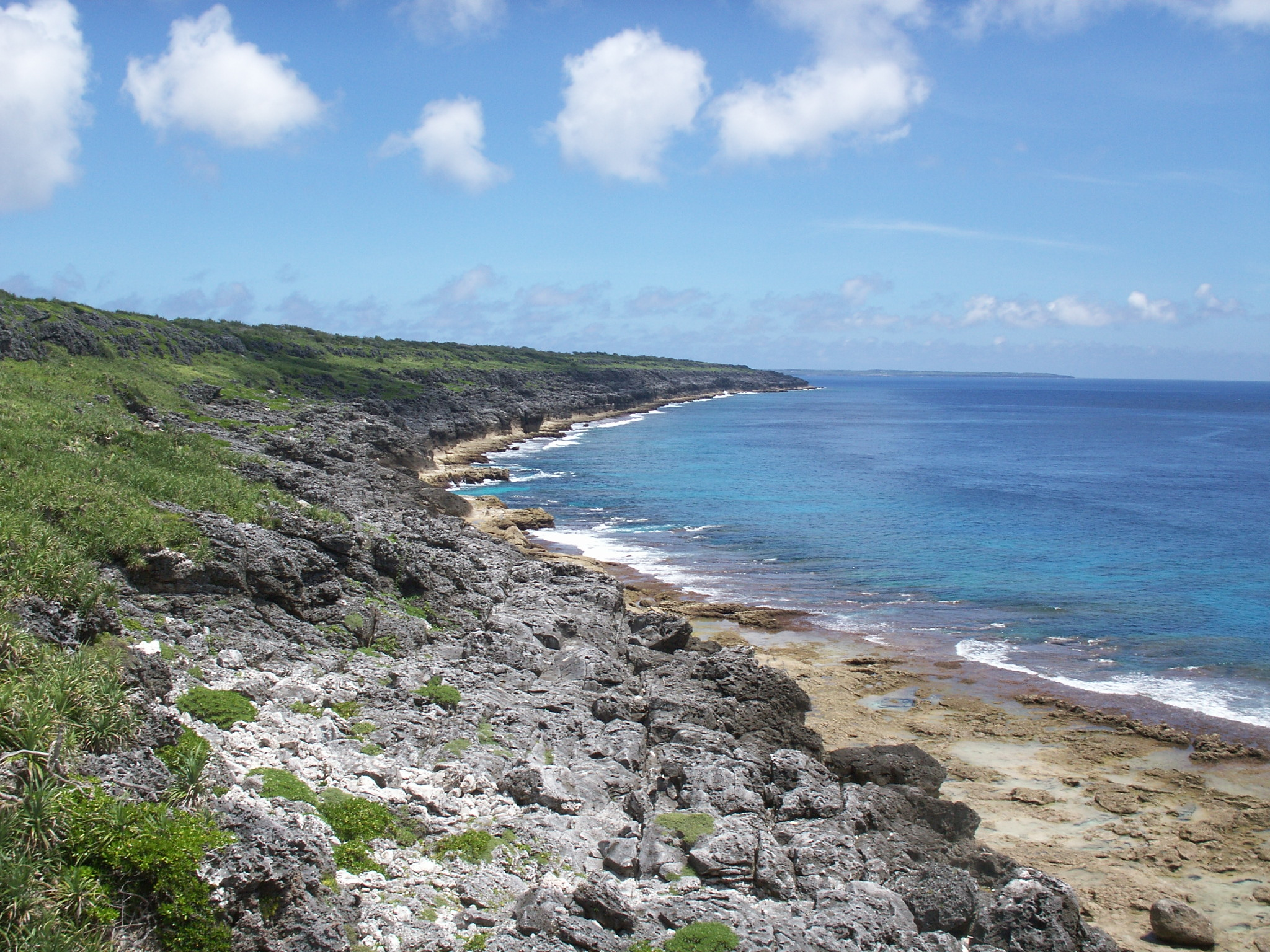
海岸
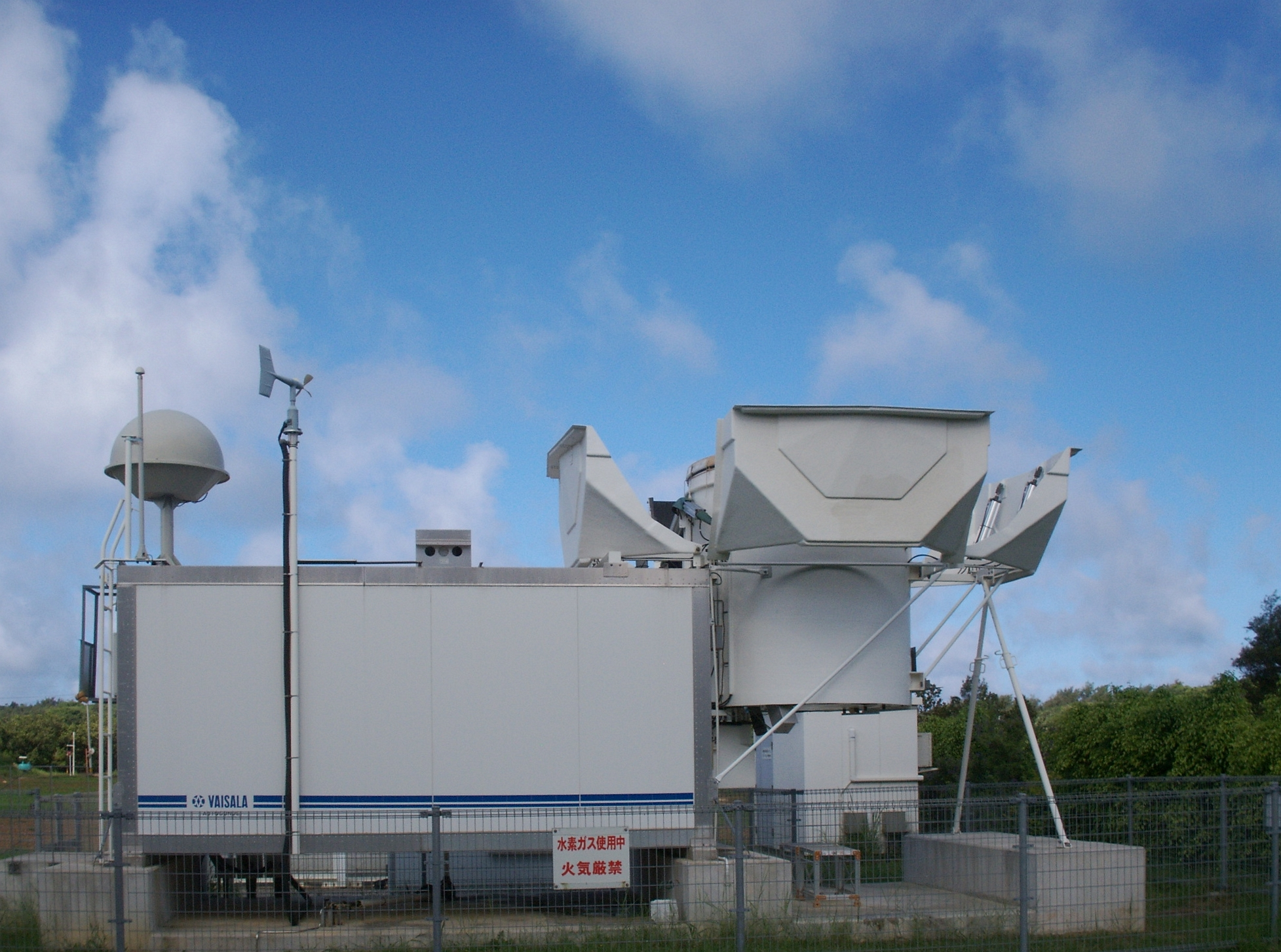
氣象站設施
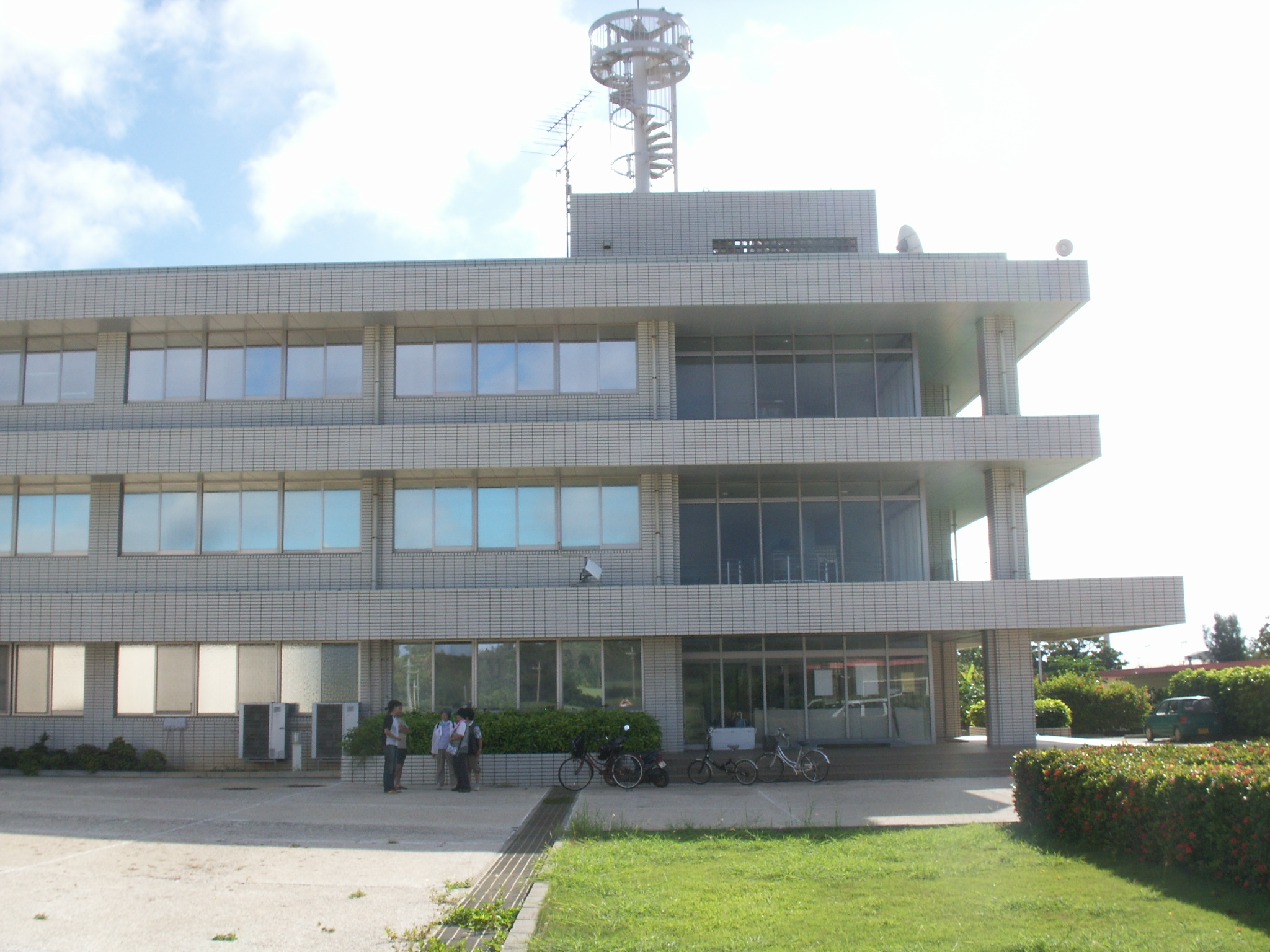
氣象站

## 外部連結
- （日語）南大東島網頁 （页面存档备份，存于）
- （日語）維客旅行上的南大東村
- （日語）大日本明治製糖（页面存档备份，存于）（戰前管理南大東島的公司）
- （日語）大東糖業（現在島上製糖公司）
- （日語）南大東村漁會
- （日語）南大東村商工會 （页面存档备份，存于）
- OpenStreetMap上有關南大東村的地理